# Quercus falcata
La quercia spagnola (Quercus falcata Michx.) è un albero della famiglia delle Fagaceae diffuso in America settentrionale.

## Descrizione

### Portamento
Il portamento è arboreo e la pianta può raggiungere i 25 m d'altezza.

### Corteccia

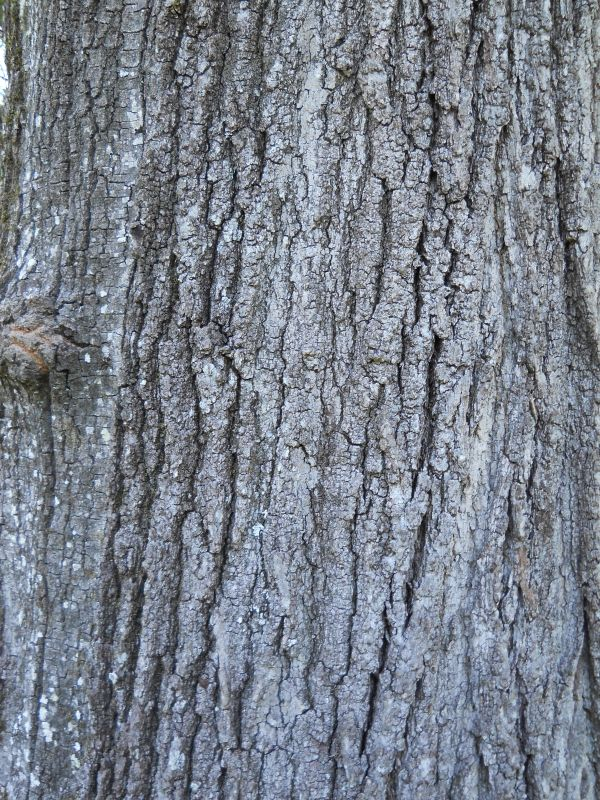
Corteccia

La corteccia è di colore marrone scuro o grigiastro e presenta fessurazioni.

### Foglie
Le foglie possono essere ovate o ellittiche con diversi lobi. Sono lunghe circa 20 cm e larghe 15. Presentano una peluria grigia o marrone sulla pagina inferiore mentre quella superiore è liscia e verde. La specie è decidua.

### Fiori
I fiori maschili sono amenti giallo verdi mentre quelli femminili sono poco vistosi; compaiono verso la fine della primavera.

### Frutti

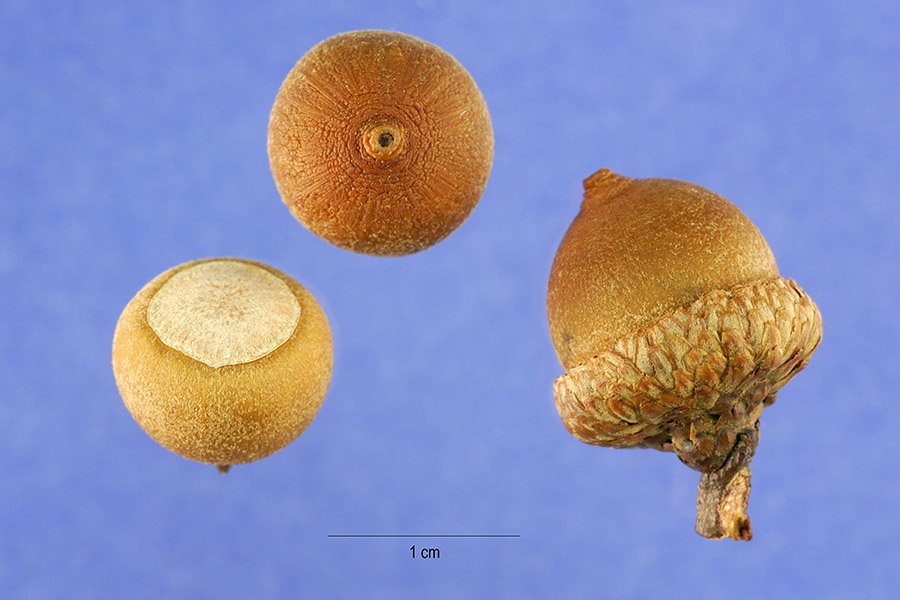
Ghiande

I frutti sono ghiande lunghe circa 2 cm racchiuse per circa un terzo o metà della lunghezza in una cupola squamosa.

## Distribuzione e habitat
La specie è originaria degli Stati Uniti meridionali dove cresce prevalentemente in boschi aridi.